# Finland op het Eurovisiesongfestival 1996
Finland nam in 1996 deel aan het Eurovisiesongfestival in Oslo, Noorwegen. Het was de vierendertigste deelname van het land op het festival. Het land werd vertegenwoordigd door Jasmine met het lied "Niin kaunis on taivas".

## Selectieprocedure
De finale werd gehouden in Espoo en werd gepresenteerd door Mina Pentti en Nina Houkanen.
In totaal deden 10 artiesten mee aan deze nationale finale.
De winnaar werd aangeduid door televoting.
| Volgorde | Artiest       | Lied                    | Punten | Plaats |
| -------- | ------------- | ----------------------- | ------ | ------ |
| 1        | Eini          | "Aina sun luonas"       | 7285   | 7      |
| 2        | Laila & Timo  | "Salaisimmat tunteet"   | 4465   | 10     |
| 3        | Riot          | "Pintaa syvemmältä"     | 6379   | 9      |
| 4        | Eija Kantola  | "Rakkauden kirja"       | 35969  | 2      |
| 5        | Aikakone      | "Ihan hiljaa"           | 23742  | 5      |
| 6        | Jasmine       | "Niin kaunis on taivas" | 67907  | 1      |
| 7        | Kirka         | "Toukokuu"              | 29615  | 3      |
| 8        | Inka          | "Keinuta mua"           | 12599  | 6      |
| 9        | Sami          | "Auringonkukka"         | 7236   | 8      |
| 10       | Funkykarkurit | "Elämän tivoli"         | 23837  | 4      |

## In Oslo
Net zoals alle anderen landen moest Finland eerst aantreden in de audiovoorronde. Het werd daarin 22ste met 28 punten, net genoeg om de finale te halen.
Op het Eurovisiesongfestival zelf trad Finland als 18de van 23 deelnemers aan, na Ierland en voor IJsland. Aan het einde van de puntentelling stond Finland op een 23ste plaats met 9 punten.
België  en Nederland hadden geen punten over voor deze inzending.

### Gekregen punten

#### Finale
| 12 punten | 10 punten | 8 punten | 7 punten    | 6 punten |
| --------- | --------- | -------- | ----------- | -------- |
|           |           |          | - IJsland   |          |
| 5 punten  | 4 punten  | 3 punten | 2 punten    | 1 punt   |
|           |           |          | - Noorwegen |          |

### Punten gegeven door Finland

#### Finale
Punten gegeven in de finale:
| 12 punten | Estland               |
| 10 punten | Ierland               |
| 8 punten  | Zweden                |
| 7 punten  | Noorwegen             |
| 6 punten  | Cyprus                |
| 5 punten  | Turkije               |
| 4 punten  | Zwitserland           |
| 3 punten  | Portugal              |
| 2 punten  | Frankrijk             |
| 1 punt    | Bosnië en Herzegovina |

1961 · 1962 · 1963 · 1964 · 1965 · 1966 · 1967 · 1968 · 1969 · 1970 · 1971 · 1972 · 1973 · 1974 · 1975 · 1976 · 1977 · 1978 · 1979 · 1980 · 1981 · 1982 · 1983 · 1984 · 1985 · 1986 · 1987 · 1988 · 1989 · 1990 · 1991 · 1992 · 1993 · 1994 · 1995 · 1996 · 1997 · 1998 · 1999 · 2000 · 2001 · 2002 · 2003 · 2004 · 2005 · 2006 · 2007 · 2008 · 2009 · 2010 · 2011 · 2012 · 2013 · 2014 · 2015 · 2016 · 2017 · 2018 · 2019 · 2020 · 2021 · 2022 · 2023 · 2024 · 2025